# Maria, Königin des Friedens (Gersthofen)

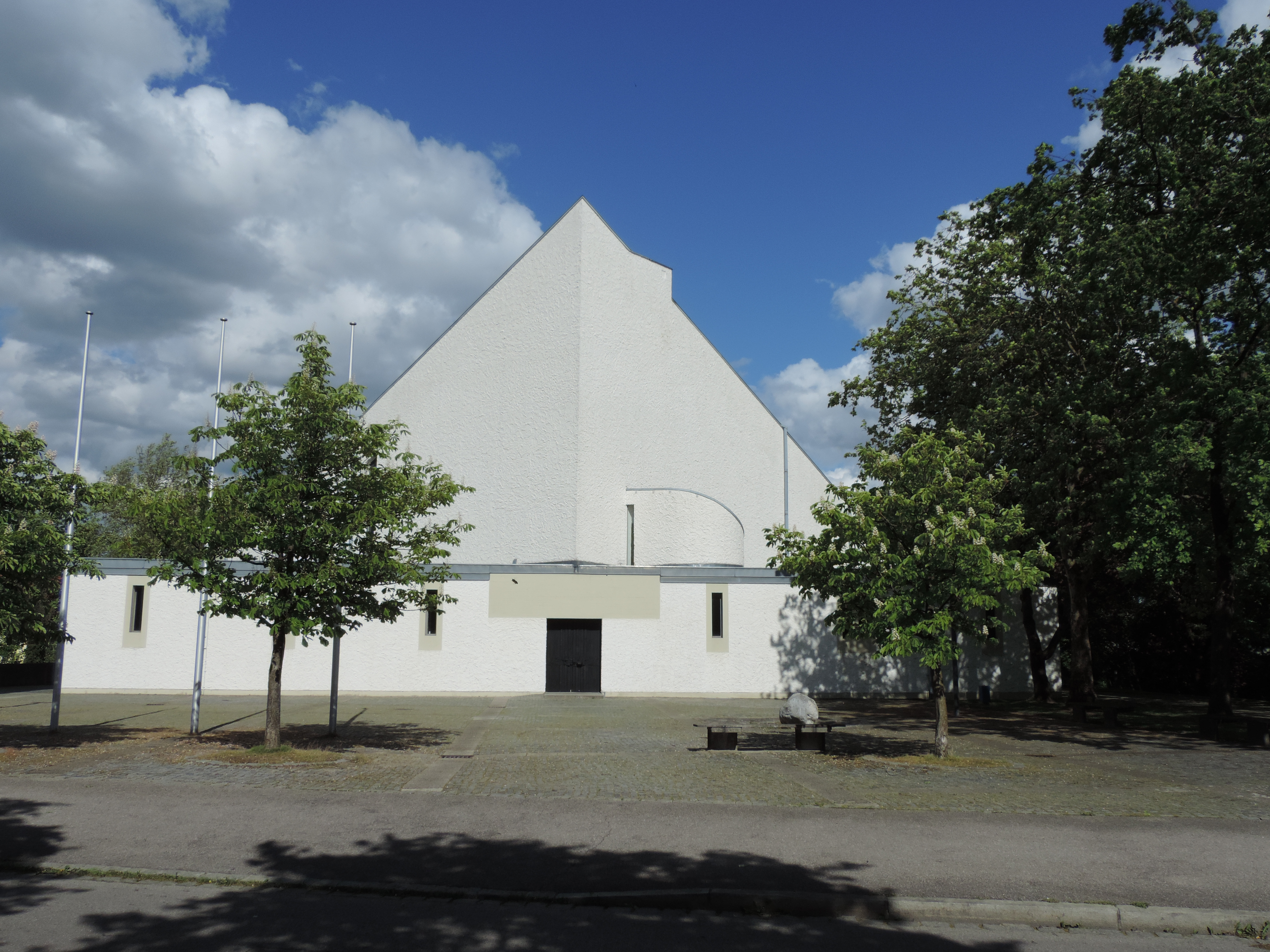
Westansicht von Maria, Königin des Friedens

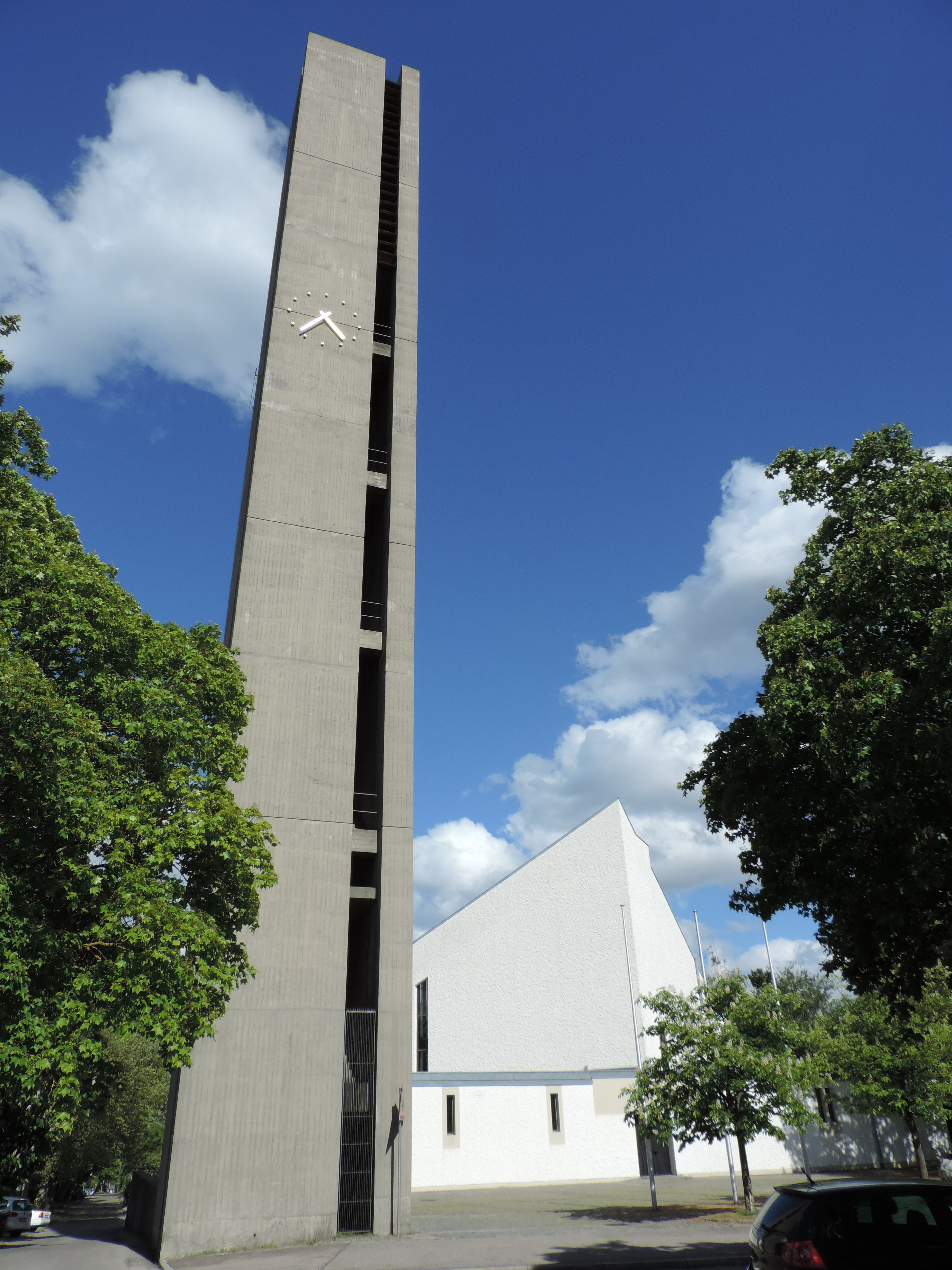
Kirchturm

Maria, Königin des Friedens ist eine römisch-katholische Pfarrkirche in Gersthofen, einer Stadt im schwäbischen Landkreis Augsburg (Bayern), die bis 1968 errichtet wurde.

## Geschichte
Im Rahmen des Wachstums von Gersthofen besonders nach dem Zweiten Weltkrieg wurde eine zweite Pfarrkirche neben St. Jakobus major erforderlich, die im Rahmen eines Kulturzentrums im Süden der damaligen Marktgemeinde zusammen mit Schulen, Musikschule, Kindergarten, Sportanlagen angesiedelt wurde. Die Kirche wurde am 6. Oktober 1968 am Erntedankfest von Bischof Josef Stimpfle geweiht. 2006 wurde die Gemeinde in eine Pfarrgemeinschaft mit St. Jakobus major zusammengeführt.

## Gebäude
Die Kirche wurde nach einem nachkonziliaren Entwurf von Hermann Öttl durch die Fa. Eierle errichtet. Dabei wurde die Grundform des Quadrats in verschiedenen Weisen verwendet, vom Grundriss über das um 45° gedrehte Dach, den Vorhof bis zum quadratischen Campanile in der Nordwestecke des Geländes. Die Ausführung erfolgte in teilweise bemaltem Sichtbeton. Den Altarraum und das Inventar gestaltete Reinhold Grübl: konsequente fünfmetrige Rasterung des Baukörpers und Vorplatzes, Öffnung des Kirchenraumes nach Osten („ex oriente lux“) und gleichgestellte Anordnung von Ambo und Altar um die Raummittelachse. Weiterhin schuf er den Kreuzweg. Das später ergänzte Kreuz stammt vom Gersthofener Alfred Demharter, der Orgelprospekt wurde wiederum von Hermann Öttl entworfen.

## Geläut
Das Kirchengeläut besteht aus sieben Glocken, die die Namen von Märtyrern beider Konfessionen des 20. Jahrhunderts tragen: Alfred Delp, Rupert Mayer, Dag Hammarskjöld, Geschwister Scholl, Dietrich Bonhoeffer, Martin Luther King, Folke Bernadotte.